# Welcome to the Cruel World
| Recensione | Giudizio |
| ---------- | -------- |
| AllMusic   | [ 1 ]    |

Welcome to the Cruel World è il primo album in studio del cantautore statunitense Ben Harper, pubblicato nel 1994 dalla Virgin Records.

## Tracce
Testi e musiche di Ben Harper, eccetto dove indicato.
1. The Three of Us – 2:35
2. Whipping Boy – 5:31 (Chris Darrow)
3. Breakin' Down – 4:00 (Ben Harper, Jean-Pierre Plunier)
4. Don't Take That Attitude to Your Grave – 4:25
5. Waiting on an Angel – 3:53
6. Mama's Got a Girlfriend Now – 2:29
7. Forever – 3:23
8. Like a King – 4:18
9. Pleasure and Pain – 3:44
10. Walk Away – 3:49
11. How Many Miles Must We March – 3:07
12. Welcome to the Cruel World – 5:36
13. I'll Rise – 3:35 (testo: Maya Angelou – musica: Ben Harper)

Durata totale: 50:25

## Formazione
- Ben Harper – voce, chitarra acustica, chitarra resofonica, lap steel guitar
- John McKnight – basso, fisarmonica (traccia 6)
- Rock Deadrick – batteria, percussioni, cori (traccia 13)
- Richard Cook – uilleann pipes (traccia 9)
- Suzie Katayama – violoncello (traccia 9)
- Clabe Hangan – cori (tracce 8 e 11)
- Clarence Butler – cori (tracce 8 e 11)
- John Taylor – cori (tracce 8 e 11)
- Ken McDaniel – cori (tracce 8 e 11)
- Clyde Allen – cori (traccia 13)
- Jelani Jones – cori (traccia 13)
- Kevin Williams – cori (traccia 13)

### Produzione
- Ben Harper – produzione
- Jean-Pierre Plunier – direzione artistica, produzione
- Tom Dolan – direzione artistica, design
- Jeff Gottlieb – produzione associata, fotografia
- Ben Elder – consulenza, ricerca
- Mikal Reid – produzione associata, ingegneria del suono, missaggio
- Bradley Cook – assistenza ingegneria del suono
- Eddy Schreyer – mastering